# Tulotoma
Tulotoma is een geslacht van weekdieren uit de klasse van de Gastropoda (slakken). De soorten uit dit geslacht zijn verplaatst naar het geslacht Viviparus.